# 菊池酒造
菊池酒造株式会社（きくちしゅぞうかぶしきがいしゃ）は、岡山県倉敷市玉島阿賀崎にある酒類製造・販売業者。代表銘柄は日本酒「燦然」。音楽家でもある社長杜氏のもと、モーツァルトの音楽の流れる酒蔵で醸造を行うことで知られる。

## 概要
1878年（明治11年）創業。蔵の所在地は、かつて千石船が行き来し玉島港として栄えた問屋街の一角。
創業当初から「もたえ菊水」の名で日本酒を販売していたが、大正の初め頃、「数多い酒の中にあって一段と輝く素晴らしい酒であるように」との願いから、「燦然」と名付けられた。
日本酒づくりには山田錦・雄町・朝日米・アケボノなどの米と高梁川の水を用いる。

## 音楽と酒造り
5代目社長で杜氏の菊池東はヴァイオリン奏者でもあり、大学時代には広島大学室内合奏団や広島市民交響楽団（現：広島交響楽団）でも活動した。1974年には倉敷室内管弦楽団（現：倉敷管弦楽団）を設立し、常任指揮者を務める。
自身が音楽家であることもあり、酒造りの期間中は蔵内のスピーカーでモーツァルトの楽曲を流している。音楽から出る高周波が酵母に刺激や快感を与えることで活き活きと育ち、雑味の少ない酒に仕上がるという。
また、イベントの際には酒蔵の反響を活かした「酒蔵コンサート」が行われ、菊池自身もヴァイオリンの演奏を披露することがある。

## 主な銘柄
日本酒
- 燦然（さんぜん）
- 木村式奇跡のお酒 - 木村秋則が提唱した自然栽培による米を用いた日本酒[13]。
- 倉敷小町

リキュール
- 燦然 ゆずのお酒
- くらしき小町の梅酒

高濃度アルコール
- アルコール70[注 1]
- アルコール66[注 1]